# ديفيد تي فريندلي
ديفيد تي فريندلي (بالإنجليزية: David T. Friendly)‏ هو منتج أفلام وصحفي أمريكي، ولد في 1 مايو 1956 في لوس أنجلوس في الولايات المتحدة.

## وصلات خارجية
- ديفيد تي فريندلي على موقع IMDb (الإنجليزية)
- ديفيد تي فريندلي على موقع ميتاكريتيك (الإنجليزية)
- ديفيد تي فريندلي على موقع روتن توميتوز (الإنجليزية)
- ديفيد تي فريندلي على موقع ألو سيني (الفرنسية)
- ديفيد تي فريندلي على موقع أول موفي (الإنجليزية)
- ديفيد تي فريندلي على موقع قاعدة بيانات الفيلم (الإنجليزية)
- ديفيد تي فريندلي على موقع كينوبويسك (الروسية)